# Як вдома, як справи?
«Як вдома, як справи?» — радянський художній фільм 1987 року, знятий на Кіностудії ім. М. Горького.

## Сюжет
Про життя тбіліських хлопців в передвоєнні і воєнні роки. Міка проводжає на фронт батька і стає старшим в сім'ї. На його плечі лягають турботи про матір і молодшого брата. Міка і його друзі розносять листи фронтовиків, допомагають сім'ям загиблих. Старий галасливий двір з численними мешканцями — їх рідний дім.

## У ролях
- Рамаз Чхиквадзе — дідусь
- Ія Нінідзе — мати
- Микаел Джанібекян — Міка
- Абессалом Лорія — Гено, сусід-міліціонер
- Мзія Квірікашвілі — Маро, сусідка
- Лія Еліава — Марі, сусідка
- Занда Іоселіані — Катерина, сусідка
- Лія Гудадзе — красуня Роза
- Іосеб Джачвліані — Леван, сусід
- Гагік Аділханян — божевільний поштар
- Марта Грахова — глухоніма жінка в кінотеатрі
- Катерина Личова — Наташа Мінаєва
- Фрунзик Мкртчян — Арам
- Нугзар Гогодзе — друг Мікі

## Знімальна група
- Режисер — Самвел Гаспаров
- Сценарист — Агасій Айвазян
- Оператор — Сергій Філіппов
- Композитор — Роберт Амірханян
- Художник — Кахабер Хуцишвілі